# Stegostenopos cryptogenes
Stegostenopos cryptogenes är en fiskart som beskrevs av Triques, 1997. Stegostenopos cryptogenes ingår i släktet Stegostenopos och familjen Hypopomidae. Inga underarter finns listade i Catalogue of Life.